# Benson (serie televisiva)
Benson è una serie televisiva statunitense in 158 episodi trasmessi per la prima volta nel corso di 7 stagioni dal 1979 al 1986. È uno spin-off della serie Bolle di sapone (il personaggio principale, interpretato da Robert Guillaume, era comparso in Bolle di sapone nel ruolo del maggiordomo nero per la famiglia Tate), ma Benson scarta il formato da soap opera della serie genitrice a favore di una struttura da sitcom più convenzionale.

## Trama
Benson DuBois viene ingaggiato come maggiordomo per il governatore vedovo Eugene Gatling e sua figlia Katie. Gatling è il cugino di Jessica Tate (Katherine Helmond) e Mary Campbell (Cathryn Damo), le due sorelle sulle cui famiglie sono incentrate le storie di Bolle di sapone. Lo stato di cui è governatore Gatling rimane non identificato durante tutta la serie, anche se Bolle di sapone è ambientata nel Connecticut. Alcune sequenze girate al di fuori del palazzo del governatore mostrano qualche palma interrata all'interno della proprietà. Di conseguenza, ciò limiterebbe gli stati a quelli sulle costa del Golfo, a quelli a sud sulla costa atlantica e a quelli sulla costa del Pacifico. A dispetto della sua personalità un po' eccentrica, il governatore Gatling dimostra di essere una figura molto capace, attenta e che si sa imporre quando sorge una crisi.
Lo serie ruota intorno ai dilemmi di Benson sul mantenimento dell'ordine nella casa, sulle sue lotte con la cuoca tedesca Gretchen Wilhemina Kraus, e sulle sue interazioni con John Taylor, assistente del governatore e capo del personale. A dispetto del loro rapporto contraddittorio, Benson e Kraus divengono buoni amici. Benson ha buoni rapporti anche con la segretaria del governatore, Marcy Hill e con la segretaria che poi le succede, Denise. Marcy lascia lo staff dopo la seconda stagione causa matrimonio. Denise e Pete Downey (Ethan Phillips) si incontrano nel palazzo del governatore e poi si sposano. Entrambi lasciano poi la serie perché Denise ottiene un lavoro alla NASA. Benson si fa strada durante la serie, passando da responsabile degli affari domestici a responsabile del bilancio statale (e in quel momento il suo cognome "Dubois" viene rivelato), e alla fine diventa il braccio destro del governatore. Durante gli episodi finali dell'ultima stagione (1985-1986), Benson concorre alla carica di governatore contro Gatling. Kraus (che era diventata responsabile del palazzo del governatore nel frattempo) si rivela la più grande sostenitrice di Benson durante il periodo di campagna elettorale e diviene la sua assistente personale e manager della campagna.

## Personaggi
- Benson DuBois (stagioni 1-7), interpretato da	Robert Guillaume (vinse un Emmy Award nel 1985 per il ruolo).
- governatore Eugene Xavier Gatling (stagioni 1-7), interpretato da	James Noble.
- Miss Gretchen Wilomena Kraus (stagioni 1-7), interpretata da	Inga Swenson.
- Katherine 'Katie' Olivia Gatling (stagioni 1-7), interpretato da	Missy Gold.
- Clayton Runnymede Endicott III (stagioni 2-7), interpretato da	René Auberjonois.
- Peter 'Pete' John Downey (stagioni 2-5), interpretato da	Ethan Phillips.
- Denise Florence Stevens Downey (stagioni 3-5), interpretata da	Didi Conn.
- Marcy Hill (stagioni 1-3), interpretata da	Caroline McWilliams.
- Mrs. Rose Cassidy (stagioni 6-7), interpretata da	Billie Bird.
- John Taylor (stagione 1), interpretato da	Lewis J. Stadlen.
- Sen. Leonard Tyler (stagioni 3-6), interpretato da	Bob Fraser.
- Judge Harper (stagioni 4-6), interpretato da	Percy Rodrigues.
- Sen. Diane Hartford (stagione 7), interpretato da	Donna LaBrie.
- Corky (stagioni 6-7), interpretato da	James Hackett.
- Caldwell (stagioni 1-2), interpretato da	Wendell Wright.
- Frankie (stagione 2), interpretato da	Jerry Seinfeld.
- Arthur Duffy (stagioni 3-7), interpretato da	Ben Piazza.
- capitano della polizia Dennis McDermott (stagione 3), interpretato da	Ed Peck.
- Watson Street (stagioni 3-7), interpretato da	Kevin Guillaume.
- Max Logan (stagione 5), interpretato da	Harrison Page.

## Produzione
La serie, ideata da Susan Harris, fu prodotta da Witt/Thomas/Harris Productions e girata negli studios della ABC e della Columbia/Sunset Gower a Los Angeles e a Oakland Avenue, Pasadena, in California.

### Registi
Tra i registi della serie sono accreditati:
- John Rich (43 episodi, 1980-1982)
- Bill Foster (43 episodi, 1982-1986)
- Gary Brown (21 episodi, 1983-1986)
- Rob Dames (11 episodi, 1982-1986)
- Jay Sandrich (7 episodi, 1979)
- Tony Mordente (5 episodi, 1979-1980)
- John Bowab (4 episodi, 1979-1980)
- Peter Baldwin (4 episodi, 1979)
- Katherine Helmond (3 episodi, 1983-1984)
- Bob Fraser (3 episodi, 1985-1986)
- Asaad Kelada (2 episodi, 1980)
- Linda Day (2 episodi, 1982-1983)
- Mark Warren (2 episodi, 1983-1984)
- Gilbert Moses (2 episodi, 1984)

### Sceneggiatori
Tra gli sceneggiatori della serie sono accreditati:
- Rob Dames in 34 episodi (1980-1986)
- Bob Fraser in 34 episodi (1980-1986)
- Susan Harris in 24 episodi (1979-1980)
- Bob Colleary in 21 episodi (1979-1986)
- Terry Grossman in 18 episodi (1980-1984)
- Kathy Speer in 18 episodi (1980-1984)
- Barry Fanaro in 11 episodi (1983-1985)
- Mort Nathan in 11 episodi (1983-1985)
- Bill Boulware in 10 episodi (1983-1985)
- Winifred Hervey in 9 episodi (1983-1985)
- Rich Reinhart in 7 episodi (1980-1982)
- Jeff Levin in 6 episodi (1979-1980)
- Rick McCurdy in 6 episodi (1979-1980)
- Tom Reeder in 6 episodi (1979-1980)
- Tom Whedon in 5 episodi (1980-1981)
- Tom Biener in 5 episodi (1985-1986)
- Ron Landry in 5 episodi (1985-1986)
- Ralph Phillips in 4 episodi (1982-1983)
- John Donley in 4 episodi (1985-1986)
- Clay Graham in 4 episodi (1985-1986)
- Don Hart in 3 episodi (1982-1986)
- Robin Pennington in 3 episodi (1984-1985)
- Russ Woody in 2 episodi (1981-1982)
- David Langston Smyrl in 2 episodi (1982)

## Distribuzione
La serie fu trasmessa negli Stati Uniti dal 1979 al 1986 sulla rete televisiva ABC. In Italia è stata trasmessa con il titolo Benson.
Alcune delle uscite internazionali sono state:
- negli Stati Uniti il 13 settembre 1979 (Benson)
- in Svezia il 31 agosto 1980
- nel Regno Unito il 22 gennaio 1981
- in Italia (Benson)

## Episodi
| Stagione         | Episodi | Prima TV USA |
| ---------------- | ------- | ------------ |
| Prima stagione   | 24      | 1979-1980    |
| Seconda stagione | 22      | 1980-1981    |
| Terza stagione   | 22      | 1981-1982    |
| Quarta stagione  | 22      | 1982-1983    |
| Quinta stagione  | 22      | 1983-1984    |
| Sesta stagione   | 24      | 1984-1985    |
| Settima stagione | 22      | 1985-1986    |